# Choré
Choré é um distrito do Paraguai, localizado no departamento de San Pedro, situada a 330 km de Assunção. Sua economia é baseada na produção de tabaco, soja, algodão e pecuária. Possui uma população de 35.982 habitantes sendo 93.97% vivem na zona rural e 80% da população fala o Idioma guarani.

## Transporte
O município de Choré é servido pelas seguintes rodovias:
- Caminho em pavimento ligando a cidade ao município de Liberación
- Caminho em rípio ligando a cidade ao município de San Pablo
- Caminho em rípio ligando a cidade ao município de General Elizardo Aquino[1][2][3]